# Sleepwalker (album, The Kinks)
Sleepwalker je patnácté studiové album anglické rockové skupiny The Kinks. Bylo vydáno 12. února 1977. Po letech tvorby teatrálních konceptuálních alb značí Sleepwalker návrat k přímočarým, rezervovaným rockovým skaldbám. Jedná se také o poslední album, na kterém se podílel baskytarista John Dalton, který kapelu opustil během nahrávání.

## Seznam skladeb
Autorem všech skladeb je Ray Davies.
| Strana 1 | Strana 1         | Strana 1 |
| Pořadí   | Název            | Délka    |
| -------- | ---------------- | -------- |
| 1.       | Life on the Road | 5:02     |
| 2.       | Mr. Big Man      | 3:49     |
| 3.       | Sleepwalker      | 4:04     |
| 4.       | Brother          | 5:28     |

| Strana 2 | Strana 2        | Strana 2 |
| Pořadí   | Název           | Délka    |
| -------- | --------------- | -------- |
| 1.       | Juke Box Music  | 5:32     |
| 2.       | Sleepless Night | 3:18     |
| 3.       | Stormy Sky      | 3:58     |
| 4.       | Full Moon       | 3:52     |
| 5.       | Life Goes On    | 5:03     |

## Obsazení
- Mick Avory – bicí, perkuse
- Dave Davies – sólová kytara, doprovodné a harmonické vokály, hlavní vokály v „Sleepless Night“ a „Juke Box Music“
- Ray Davies – hlavní a doprovodné vokály, kytara, klávesy
- John Dalton – baskytara
- John Gosling – klávesy, doprovodné vokály
- Andy Pyle – baskytara v „Mr. Big Man“